# R 570
 (mai 2011).
'R 570' est un cultivar de canne à sucre créé dans l'île de La Réunion, département d'outre-mer français situé dans le sud-ouest de l'océan Indien. Il s'agit, comme son nom l'indique, de la 570e variété élaborée sur ce territoire, mais surtout de celle qui est le plus cultivée par la filière cannière locale. Exportée de par le monde, elle est également cultivée hors de sa région d'origine.
'R 570' est l'une des variétés créées par eRcane, anciennement CERF (Centre d'essai, de recherche et de formation), groupement d'intérêt économique (GIE) constitué par deux sociétés sucrières réunionnaises : Sucrerie du Gol et Sucrerie de Bois Rouge, appartenant toutes deux au groupe Tereos.